# 揚·霍耶
揚·霍耶（德語：Jan Hojer，1992年2月9日—）是一名德國男子運動攀登運動員。他曾經獲得2014年世界攀岩錦標賽男子全能賽銀牌、抱石賽銅牌和2018年世界攀岩錦標賽男子全能賽銅牌。

## 外部連結
- IFSC （页面存档备份，存于） （英文）
- 揚·霍耶的Facebook專頁
- 揚·霍耶的Instagram帳戶